# Психологический журнал
Психологи́ческий журна́л — российское научное издание в области психологии. Основан в январе 1980 года членом-корреспондентом АН СССР Б. Ф. Ломовым.
Учредитель — Институт психологии РАН. Выходит 6 раз в год, объём 13 печатных листов. С 2007 года входит в Список научных журналов ВАК Минобрнауки России. Включён в базу данных Scopus. Импакт-фактор РИНЦ = 0,703 (2012).

## Главные редакторы
- член-корр. АН СССР Б. Ф. Ломов (1980—1988)
- член-корр. РАН А. В. Брушлинский (1988—2002)
- акад. А. Л. Журавлёв (с 2003)

## Редакционная коллегия
В состав редколлегии входят: д.психол.н. И. О. Александров, д.психол.н. М. И. Воловикова, д.психол.н. Л. Г. Дикая, к.психол.н. Е. В. Журавлёва (зам. главного редактора), д.психол.н. Т. В. Корнилова, д.психол.н. Д. А. Леонтьев, член-корр. РАН В. Ф. Петренко, д.психол.н. Л. М. Попов, действ. член РАО В. В. Рубцов, д.психол.н. В. М. Русалов, д.психол.н. В. Е. Семёнов, д.психол.н. Е. А. Сергиенко, акад. Д. В. Ушаков, д.психол.н. М. А. Холодная, действ. член РАО В. Д. Шадриков, член-корр. РАН А. В. Юревич.

## Содержание журнала
В журнале публикуются статьи по фундаментальным проблемам психологии, её методологическим, теоретическим и экспериментальным основаниям, а также результаты исследований, связанных с прикладными вопросами общественной и научной жизни.

## Основные рубрики журнала
- теоретические и методологические проблемы психологии
- психология субъекта
- психология личности
- социальная психология
- юридическая психология
- этнопсихология
- когнитивная психология
- история психологии
- человек в экстремальных условиях
- психофизиология
- клиническая психология
- психотерапия и психологическое консультирование
- психология труда и инженерная психология
- за рубежом